# Coronation Stakes
Groupe 1
Les Coronation Stakes est une course hippique de plat se déroulant au mois de juin sur l'hippodrome d'Ascot en Angleterre, durant le meeting royal.
C'est une épreuve créée en 1840, réservée aux pouliches de 3 ans, et disputée sur 1 600 mètres. Course de groupe I depuis 1988, c'est le pendant féminin des St. James's Palace Stakes. Elle est dotée d'une allocation de £ 600 000.

## Palmarès depuis 1986
| Année                         | Vainqueur         | Pays        | Père             | Jockey                | Entraîneur             | Propriétaire                       | Deuxième          | Troisième        | Temps   |
| ----------------------------- | ----------------- | ----------- | ---------------- | --------------------- | ---------------------- | ---------------------------------- | ----------------- | ---------------- | ------- |
| 2025                          | Cercene           | Royaume-Uni | Australia        | Gary F. Carroll       | Joseph F. Murphy       | S. R. Stafford                     | Zarigana          | January          | 1'38"35 |
| 2024                          | Porta Fortuna     | Irlande     | Caravaggio       | Tom Marquand          | Donnacha O'Brien       | Medallion, Weston, Fowler & Reeves | Opera Singer      | Ramatuelle       | 1'40"48 |
| 2023                          | Tahiyra           | Irlande     | Siyouni          | Chris Hayes           | Dermot Weld            | S.A. Aga Khan                      | Remarquee         | Sounds of Heaven | 1'41"69 |
| 2022                          | Inspiral          | Royaume-Uni | Frankel          | Lanfranco Dettori     | John & Thady Gosden    | Cheveley Park Stud                 | Spendarella       | Discoveries      | 1'39"20 |
| 2021                          | Alcohol Free      | Royaume-Uni | No Nay Never     | Oisin Murphy          | Andrew M. Balding      | Jeff C. Smith                      | Snow Lantern      | Mother Earth     | 1'43"13 |
| 2020                          | Alpine Star       | Irlande     | Sea The Moon     | Lanfranco Dettori     | Jessica Harrington     | Famille Niarchos                   | Sharing           | Quadrilateral    | 1'42"21 |
| 2019                          | Watch Me          | France      | Olympic Glory    | Pierre-Charles Boudot | Francis-Henri Graffard | Alexander Tamagni-Bodmer           | Hermosa           | Jubiloso         | 1'39"61 |
| 2018                          | Alpha Centauri    | Irlande     | Mastercraftsman  | Colm O'Donoghue       | Jessica Harrington     | Famille Niarchos                   | Threading         | Veracious        | 1'35"89 |
| 2017                          | Winter            | Irlande     | Galileo          | Ryan Moore            | Aidan O'Brien          | M.Tabor, D.Smith & S.Magnier       | Roly Poly         | Hydrangea        | 1'39"39 |
| 2016                          | Qemah             | France      | Danehill Dancer  | Grégory Benoist       | Jean-Claude Rouget     | Al Shaqab Racing                   | Nemoralia         | Alice Springs    | 1'40"56 |
| 2015                          | Ervedya           | France      | Siyouni          | Christophe Soumillon  | Jean-Claude Rouget     | HH Aga Khan IV                     | Found             | Lucida           | 1'38"46 |
| 2014                          | Rizeena           | Royaume-Uni | Iffrajj          | Ryan Moore            | Clive Brittain         | Rashid D. Al Maktoum               | Lesstalk In Paris | Euro Charline    | 1'40"73 |
| 2013                          | Sky Lantern       | Royaume-Uni | Red Clubs        | Richard Hughes        | Richard Hannon         | B. Keswick                         | Kenhope           | Just The Judge   | 1'39"75 |
| 2012                          | Fallen For You    | Royaume-Uni | Dansili          | William Buick         | John Gosden            | Normandie Stud Ltd                 | Starscope         | Irish History    | 1'42"95 |
| 2011                          | Immortal Verse    | France      | Pivotal          | Gérald Mossé          | Robert Collet          | Richard C.Strauss                  | Nova Hawk         | Barefoot Lady    | 1'42"75 |
| 2010                          | Lillie Langtry    | Irlande     | Danehill Dancer  | Johnny Murtagh        | Aidan O'Brien          | Tabor, Smith & Magnier             | Gile Na Greine    | Jacqueline Quest | 1'39"69 |
| 2009                          | Ghanaati          | Royaume-Uni | Giant's Causeway | Richard Hills         | Barry Hills            | Hamdan Al Maktoum                  | Reggane           | Rainbow View     | 1'38"32 |
| 2008                          | Lush Lashes       | Irlande     | Galileo          | Kevin Manning         | Jim Bolger             | Jackie Bolger                      | Infallible        | Carribean Sunset | 1'39"23 |
| 2007                          | Indian Ink        | Royaume-Uni | Indian Ridge     | Richard Hughes        | Richard Hannon         | Raymond Tooth                      | Mi Emma           | Darjina          | 1'42"26 |
| 2006                          | Nannina           | Royaume-Uni | Medicean         | Jimmy Fortune         | John Gosden            | Cheveley Park Stud                 | Flashy Wings      | Nasheej          | 1'39"14 |
| 2005*                         | Maids Causeway    | Royaume-Uni | Giant's Causeway | Michael Hills         | Barry Hills            | Martin Schwartz                    | Karens Caper      | Mona Lisa        | 1'36"59 |
| 2004                          | Attraction        | Royaume-Uni | Efisio           | Kevin Darley          | Mark Johnston          | Duke of Roxburghe                  | Majestic Desert   | Red Bloom        | 1'38"54 |
| 2003                          | Russian Rhythm    | Royaume-Uni | Kingmambo        | Kieren Fallon         | Sir Michael Stoute     | Cheveley Park Stud                 | Soviet Song       | Mail The Desert  | 1'38"51 |
| 2002                          | Sophisticat       | Irlande     | Storm Cat        | Michael Kinane        | Aidan O'Brien          | M. Tabor & S. Magnier              | Zenda             | Dolores          | 1'41"59 |
| 2001                          | Banks Hill        | France      | Danehill         | Olivier Peslier       | André Fabre            | Khalid Abdullah                    | Crystal Music     | Tempting Fate2   | 1'39"61 |
| 2000                          | Crimplene         | Royaume-Uni | Lion Cavern      | Philip Robinson       | Clive Brittain         | Marwan Al Maktoum                  | Princess Ellen    | Bluemamba        | 1'41"55 |
| 1999                          | Balisada          | Royaume-Uni | Kris             | Michael Roberts       | Geoff Wragg            | Anthony Oppenheimer                | Golden Silca      | Wannabe Grand    | 1'41"43 |
| 1998                          | Exclusive         | Royaume-Uni | Polar Falcon     | Walter Swinburn       | Sir Michael Stoute     | Cheveley Park Stud                 | Zalaiyka          | Winona           | 1'43"98 |
| 1997                          | Rebecca Sharp     | Royaume-Uni | Machiavellian    | Michael Hills         | Geoff Wragg            | Anthony Oppenheimer                | Ocean Ridge       | Sleepytime       | 1'42"04 |
| 1996                          | Shake the Yoke    | France      | Caerleon         | Olivier Peslier       | Elie Lellouche         | S. Brunswick                       | Last Second       | Dance Design     | 1'40"45 |
| 1995                          | Ridgewood Pearl   | Irlande     | Indian Ridge     | Johnny Murtagh        | John Oxx               | Anne Coughlan                      | Smolensk          | Harayir          | 1'38"58 |
| 1994                          | Kissing Cousin    | Royaume-Uni | Danehill         | Michael Kinane        | Henry Cecil            | Cheikh Mohammed                    | Eternal Reve      | Mehthaaf         | 1'39"96 |
| 1993                          | Gold Splash       | France      | Blushing Groom   | Gérald Mossé          | Christiane Head        | Jacques Wertheimer                 | Elizabeth Bay     | Zarani Sidi Anna | 1'47"68 |
| 1992                          | Marling           | Royaume-Uni | Lomond           | Walter Swinburn       | Geoff Wragg            | Sir Edmund Loder                   | Culture Vulture   | Katakana         | 1'39"01 |
| 1991                          | Kooyonga          | Royaume-Uni | Persian Bold     | Warren O'Connor       | Michael Kauntze        | Mitsuo Haga                        | Shadayid          | Gussy Marlowe    | 1'42"54 |
| 1990                          | Chimes of Freedom | Royaume-Uni | Private Account  | Steve Cauthen         | Henry Cecil            | Stavros Niarchos                   | Hasbah            | Heart of Joy     | 1'41"29 |
| 1989                          | Golden Opinion    | France      | Slew O'Gold      | Cash Asmussen         | André Fabre            | Cheikh Mohammed                    | Magic Gleam       | Guest Artiste    | 1'39"60 |
| 1988                          | Magic of Life     | Royaume-Uni | Seattle Slew     | Pat Eddery            | Jeremy Tree            | Stavros Niarchos                   | Inchmurrin        | Ravinella        | 1'40"70 |
| Éditions labellisées Groupe 2 |                   |             |                  |                       |                        |                                    |                   |                  |         |
| 1987                          | Sonic Lady        | Royaume-Uni | Nureyev          | Walter Swinburn       | Michael Stoute         | Cheikh Mohammed                    | Shaikiya          | Martha Stevens   | 1'38"09 |
| 1986                          | Sonic Lady        | Royaume-Uni | Nureyev          | Walter Swinburn       | Michael Stoute         | Cheikh Mohammed                    | Embla             | Someone Special  | 1'37"45 |

- La course s'est disputée sur l'hippodrome d'York.